# Thomas Ulsrud
Thomas Ulsrud (Oslo, 21 ottobre 1971 – Smestad, 24 maggio 2022) è stato un giocatore di curling norvegese.

## Biografia
Partecipò all'età di 38 anni ai XXI Giochi olimpici invernali edizione disputata a Vancouver nella Columbia Britannica, (Canada) nel febbraio del 2010, riuscendo ad ottenere la medaglia d'argento nella squadra norvegese con i connazionali Torger Nergård, Christoffer Svae, Håvard Vad Petersson e Thomas Løvold.
Nell'edizione la nazionale canadese ottenne la medaglia d'oro, la svizzera quella di bronzo.
Morì la notte fra il 24 e 25 maggio 2022 a causa di un tumore che l'aveva colpito nel 2020.